# Achmetelis Teatri
Achmetelis Teatri (gruz. ახმეტელის თეატრი) – głęboka stacja kolumnowa tbiliskiego metra należąca do linii Achmeteli – Warketili. Została otwarta 7 stycznia 1989 roku. Jest to stacja początkowa tej linii.